# 3280 Grétry
A 3280 Grétry (ideiglenes jelöléssel 1933 SJ) a Naprendszer kisbolygóövében található aszteroida. Rigaux F. fedezte fel 1933. szeptember 17-én.